# SCARY MONSTERS EP
『SCARY MONSTERS EP』（スケアリー モンスターズ イーピー）は、日本のロックバンド・go!go!vanillasが2025年9月24日にIRORI Recordsから発売した、2作目のEPである。

## 概要
「鏡 e.p.」よりおよそ5年ぶりとなるEP。テレビアニメ『SAKAMOTO DAYS』第2クールエンディングテーマ「ダンデライオン」を含む全5曲が収録されている。
本作のアートワークは、収録曲「ダンデライオン」のミュージック・ビデオでLEDに映し出されたアニメーションを担当したZECINが手掛け、怪物を思わせるイラストが描かれたアートワークとなっている。
本作は、CD版、CD+DVD版、CD+Blu-ray版の全3形態でリリースされた。DVDとBlu-rayには、2024年から2025年にかけて開催された全国ツアー「Lab. TOUR 2024-2025」より、2025年3月9日に開催された、バンドとして3回目の日本武道館公演の模様が収録されている。
本作を引っ提げたツアーとして、「SCARY MONSTERS TOUR 2025-2026」が開催される。

### リリース
収録曲「ダンデライオン」のリリース日の翌日である2025年7月24日に開催されたYouTubeライブ「go!go!vanillas『LIVE FILM -Lab. TOUR 2024-2025 at 日本武道館-』Special Edition」にて本作のリリースが発表された。
8月15日には、収録楽曲のタイトルとクレジットが公開された。また、CD+Blu-ray版とCD+DVD版に付属する映像より「クロスロオオオード」のライブ映像も公開された。

## 収録内容

### CD
| #  | タイトル           | 作詞・作曲 | 編曲                                |
| -- | ------------------ | ---------- | ----------------------------------- |
| 1. | 「SCARY MONSTER」  | 牧達弥     | go!go!vanillas                      |
| 2. | 「正体」           | 柳沢進太郎 | go!go!vanillas 井上惇志             |
| 3. | 「ダンデライオン」 | 牧達弥     | go!go!vanillas 井上惇志             |
| 4. | 「ヒトカゲ」       | 牧達弥     | go!go!vanillas Takumadrops 山田丈造 |
| 5. | 「生きもの」       | 牧達弥     | go!go!vanillas 大渕愛子             |

### Blu-ray / DVD
| #   | タイトル                     | 作詞 | 作曲・編曲 |
| --- | ---------------------------- | ---- | ---------- |
| 1.  | 「Lab.」(SE)                 |      |            |
| 2.  | 「HIBITANTAN」               |      |            |
| 3.  | 「青いの。」                 |      |            |
| 4.  | 「デッドマンズチェイス」     |      |            |
| 5.  | 「Super Star Child」         |      |            |
| 6.  | 「LIFE IS BEAUTIFUL」        |      |            |
| 7.  | 「クライベイビー」           |      |            |
| 8.  | 「クロスロオオオード」       |      |            |
| 9.  | 「マジック」                 |      |            |
| 10. | 「SHAKE」                    |      |            |
| 11. | 「Persona」                  |      |            |
| 12. | 「Penetration」              |      |            |
| 13. | 「バイバイカラー」           |      |            |
| 14. | 「手紙」                     |      |            |
| 15. | 「馬の骨」                   |      |            |
| 16. | 「平安」                     |      |            |
| 17. | 「one shot kill」            |      |            |
| 18. | 「来来来」                   |      |            |
| 19. | 「エマ」                     |      |            |
| 20. | 「平成ペイン」               |      |            |
| 21. | 「Leyline」                  |      |            |
| 22. | 「ロールプレイ」(アンコール) |      |            |
| 23. | 「Moonshine」(アンコール)    |      |            |
| 24. | 「FUZZ LOVE」(アンコール)    |      |            |

## 楽曲解説
1. SCARY MONSTER
  - 本作のタイトル曲[5]。
2. 正体
  - 柳沢により製作された楽曲[5]。柳沢により製作された楽曲が発表されるのは、「I Don't Wanna Be You」「My Favorite Things」（2022年）よりおよそ3年ぶりとなる[5]。
3. ダンデライオン
  - 配信シングルの表題曲。
  - テレビアニメ『SAKAMOTO DAYS』第2クールエンディングテーマ[6]。
4. ヒトカゲ
5. 生きもの

## 収録映像解説
『LIVE FILM -Lab. TOUR 2024-2025 at 日本武道館-』（ライブ フィルム -ラブ ツアー 2024-2025 アット にっぽんぶどうかん-）は、go!go!vanillasのEP『SCARY MONSTERS EP』のDVD/Blu-rayに付属した映像作品。2025年3月9日に日本武道館で開催された「Lab. TOUR 2024-2025」の模様が収録されている。

### ライブ映像
ライブ映像には、2025年3月9日の日本武道館公演の模様に加え、メンバーによるオーディオコメンタリー音源も収録されている。
SE：Lab.
1. HIBITANTAN
2. 青いの。
3. デッドマンズチェイス
4. Super Star Child
5. LIFE IS BEAUTIFUL
6. クライベイビー
7. クロスロオオオード
8. マジック
9. SHAKE
10. Persona
11. Penetration
12. バイバイカラー
13. 手紙
14. 馬の骨
15. 平安
16. one shot kill
17. 来来来
18. エマ
19. 平成ペイン
20. Leyline
21. ロールプレイ（アンコール）
22. Moonshine（アンコール）
23. FUZZ LOVE（アンコール）

## 参加ミュージシャン
go!go!vanillas
- 牧達弥（ボーカル・ギター）
- 柳沢進太郎（ギター・ボーカル）
- 長谷川プリティ敬祐（ベース）
- ジェットセイヤ（ドラムス）

## タイアップ
| 使用年 | 曲名           | タイアップ                                               |
| ------ | -------------- | -------------------------------------------------------- |
| 2025年 | ダンデライオン | テレビアニメ『SAKAMOTO DAYS』第2クールエンディングテーマ |

## 関連ライブ

### SCARY MONSTERS TOUR 2025-2026
「SCARY MONSTERS TOUR 2025-2026」（スケアリー モンスターズ ツアー 2025-2026）は、今作を引っ提げて開催された全国ツアーで、「Hall Tour 2025-2026」と「Arena Tour 2026」から構成される。
「Lab. TOUR 2024-2025」以来となる全国ツアー。で、2025年10月から2026年2月にかけて行われるホールツアーと、2026年3月から4月にかけて行われるアリーナツアーから構成される。
2025年4月20日に行われた「Lab. TOUR 2024-2025」の大阪城ホール公演と、5月27日に行われたZepp Nagoya公演にて、「go!go!vanillas Hall Tour 2025-2026」「go!go!vanillas Arena Tour 2026」として本ツアーのスケジュールと会場が発表された。

7月24日には、本EPリリースの発表に合わせて本ツアーのタイトルが「SCARY MONSTERS TOUR 2025-2026」に変更することが発表され、同時に、傷だらけのアートメイクが施されたメンバーの写真があしらわれたツアーのメインビジュアルが公開された。

#### 日程・会場
| 日程                | 日程                | 会場                                              | 備考                |
| Hall Tour 2025-2026 | Hall Tour 2025-2026 | Hall Tour 2025-2026                               | Hall Tour 2025-2026 |
| ------------------- | ------------------- | ------------------------------------------------- | ------------------- |
| 2025年              | 10月14日            | 埼玉 大宮ソニックシティ 大ホール                  |                     |
| 2025年              | 10月23日            | 栃木 宇都宮市文化会館 大ホール                    |                     |
| 2025年              | 10月31日            | 愛知 Niterra日本特殊陶業市民会館 フォレストホール |                     |
| 2025年              | 11月1日             | 大阪 オリックス劇場                               |                     |
| 2025年              | 11月14日            | 長野 長野市芸術館メインホール                     |                     |
| 2025年              | 11月24日            | 宮城 東京エレクトロンホール宮城                   |                     |
| 2025年              | 11月28日            | 北海道 カナモトホール                             |                     |
| 2026年              | 1月11日             | 広島 上野学園ホール                               |                     |
| 2026年              | 1月12日             | 香川 サンポートホール高松 大ホール                |                     |
| 2026年              | 1月30日             | 福岡 福岡市民ホール 大ホール                      |                     |
| 2026年              | 2月1日              | 熊本 熊本県立劇場 演劇ホール                      |                     |
| Arena Tour 2026     |                     |                                                   |                     |
| 2026年              | 3月22日             | 兵庫 GLION ARENA KOBE                             |                     |
| 2026年              | 4月19日             | 東京 TOYOTA ARENA TOKYO                           |                     |
| 2026年              | 4月29日             | 愛知 日本ガイシホール                             |                     |